# Nguyễn Xuân Hùng
Nguyễn Xuân Hùng là kiểm sát viên người Việt Nam. Ông hiện giữ chức vụ Viện trưởng Viện kiểm sát nhân dân tỉnh Bắc Giang.

## Tiểu sử
Nguyễn Xuân Hùng là đảng viên Đảng Cộng sản Việt Nam.
Ông là Huyện ủy viên, Viện trưởng Viện kiểm sát nhân dân huyện Yên Sơn, tỉnh Tuyên Quang, ủy viên Ban chấp hành Đảng bộ Đảng Cộng sản Việt Nam huyện Yên Sơn khóa 22 nhiệm kì 2015-2020.
Kể từ ngày 15 tháng 9 năm 2017, Nguyễn Xuân Hùng, Viện trưởng Viện kiểm sát nhân dân huyện Yên Sơn, tỉnh Tuyên Quang được Viện trưởng Viện kiểm sát nhân dân tối cao Việt Nam bổ nhiệm giữ chức vụ Phó Viện trưởng Viện kiểm sát nhân dân tỉnh Tuyên Quang.
Kể từ ngày 15 tháng 1 năm 2019, Nguyễn Xuân Hùng, Phó Viện trưởng Viện kiểm sát nhân dân tỉnh Tuyên Quang được Viện trưởng Viện kiểm sát nhân dân tối cao Việt Nam Lê Minh Trí bổ nhiệm giữ chức vụ Viện trưởng Viện kiểm sát nhân dân tỉnh Tuyên Quang thời hạn 5 năm theo Quyết định số 02/QĐ-VKSTC ngày 4 tháng 1 năm 2019.